# Cantone di Boëme-Échelle
Il Cantone di Boëme-Échelle è una divisione amministrativa dell'arrondissement di Angoulême.
È stato costituito a seguito della riforma approvata con decreto del 20 febbraio 2014, che ha avuto attuazione dopo le elezioni dipartimentali del 2015.

## Composizione
Comprende i 13 comuni di:
- Bouëx
- Claix
- Dignac
- Dirac
- Garat
- Mouthiers-sur-Boëme
- Plassac-Rouffiac
- Roullet-Saint-Estèphe
- Sers
- Torsac
- Vœuil-et-Giget
- Voulgézac
- Vouzan